# Mariko Okamoto
Mariko Okamoto, född 28 december 1951 i Osaka, är en japansk före detta volleybollspelare.
Okamoto blev olympisk guldmedaljör i volleyboll vid sommarspelen 1976 i Montreal.